# 中村尚儁
中村 尚儁（なかむら たかとし）は、日本の漫画家。10月5日生まれ。福岡県宮若市出身。

## 経歴
「一人で作れるから」という理由で漫画家を志す（のちに考えを改める）。専門学校在学中、高校時代に思いついた話をもとに生まれて初めて漫画を描き、サッカー漫画の読切『ストライカーは走れない』を執筆する。この漫画を学校に来ていた『月刊少年ジャンプ』（集英社）の出張審査会に見せると、担当編集者がついた。『ストライカー～』は月例賞を受賞し、『月刊少年ジャンプ』2006年6月号にも掲載され、中村は漫画家デビューを果たす。
『ストライカー～』を書き上げて1、2か月後にサッカー漫画の読切『メッセージ』を執筆、『月刊少年ジャンプ』2006年9月に掲載される。アンケート結果は芳しくなかったが、中村は「自分の中でターニングポイントにもなった作品」と振り返っている。
服部昇大に同人誌の共同制作を持ちかけられ、読切『エロメガネ男子』を描き上げる。しかし、連載を目指していた『月刊少年ジャンプ』は2007年7月号休刊してしまい、中村は「新しい拠り所」として『月刊アフタヌーン』（講談社）に『エロメガネ男子』を持ち込む。それに『エロメガネ女子』のパートを加筆し、『エロメガネ男子×女子』として吉原十名義で四季賞に投稿し佳作を受賞。『エロメガネ男子×女子』は代理原稿として『月刊アフタヌーン』にも掲載された。一方『月刊少年ジャンプ』は、2007年11月号を創刊号とする『ジャンプSQ』（集英社）に復活し、中村も『ジャンプSQ』へ活動の場を戻す。
サッカー漫画読切3作品を掲載するも連載獲得に至らず、2年間ほどネーム段階でボツを食らい作品を掲載できない時期が続いた。そこで一旦サッカー漫画から離れて、読切『枯尾花幽霊探偵事務所』を描き、『ジャンプSQ』2009年01月号に掲載されると中村にとって過去最高の評価を得た。
『ジャンプSQセカンド』2009年8月号にサッカー漫画の読切『やまととなでしこ』を掲載する。その後、『やまととなでしこ』の連載獲得をめざし、取材を重ねて4話までネームを作り連載会議に提出するが、落選してしまう。
ちょうどその頃、『ジャンプSQ』の増刊号として『ジャンプSQ.19』（集英社）の創刊が決まり、「せっかくなので連載会議に何か出そう」ということで急遽『1/11 じゅういちぶんのいち』1話分のネームを提出した。これはあっさり連載が決まったが、1話分しか話を考えていなかったので、嬉しい反面動揺したという。
『1/11 じゅういちぶんのいち』は『ジャンプSQ.19』2010年創刊号より連載がスタートする。『SQ.19』は季刊（年4刊）と漫画雑誌としては比較的刊行ペースは遅いが、それでも連載を開始した当初の中村にとっては体力的にきつい執筆量だった。2011年冬号を最後に『SQ.19』での連載を終了し、『1/11』は『ジャンプSQ』に移籍し、2012年2月号より連載を再開する。それと同時に『1/11』のVOMIC化が行われた。なお、当初『1/11』は5巻で完結する予定だったが、実際には連載が終了することはなく、休載期間を経たのち6巻収録分から第二部に入った。
2013年12月に、実写映画化が発表され、2014年4月より公開された。この映画公開に合わせて、中村自身による『小説版 1/11 じゅういちぶんのいち 行く春』が「ジャンプ ジェイ ブックス」レーベルに発売された。『ジャンプSQ』2014年7月号で『1/11』は最終回を迎える。
『ジャンプSQ』2016年6月号より『伝説の勇者の婚活』を連載。
『ジャンプSQ』2017年11月号より『メルヘン・メドヘン』のコンテ構成を担当。
『コミックDAYS』2019年4月7日より『蒼のアインツ』を連載。
『異世界ヤンジャン』で2023年5月9日より『勇者一行の専属医』（原作：蒼空チョコ）を連載。

## 人物
喘息持ち。そのため処女作（デビュー作）である『ストライカーは走れない』では、喘息を患っている主人公が登場する。
連載デビュー当時は筆が遅く、季刊の『ジャンプSQ.19』でも「ヒイヒイ言いながら」連載していたという。月刊の『ジャンプSQ』に移籍が決定した当初は完結までもたないと思ったが、実際には月刊連載でも続けることができた。

## 作品リスト

### 連載作品
- 1/11 じゅういちぶんのいち（2010年 - 2014年、『ジャンプSQ.19』→『ジャンプスクエア』、全9巻）
- 伝説の勇者の婚活（2016年 - 2017年、『ジャンプSQ』、全4巻）
- メルヘン・メドヘン（コミカライズ（コンテ構成担当）、2017年 - 2018年、『ジャンプSQ』、全2巻）
- 蒼のアインツ（2019年 - 2021年、『コミックDAYS』、全6巻）
- 勇者一行の専属医（2023年 - 連載中、『異世界ヤンジャン』、既刊4巻）

### 読切作品
- ストライカーは走れない（2006年、『月刊少年ジャンプ』） - 中村尚儁のデビュー作。月例賞受賞作品。『1/11 じゅういちぶんのいち』第4巻に収録されている。
- メッセージ（2006年、『月刊少年ジャンプ』） - 『1/11 じゅういちぶんのいち』第6巻に収録されている。
- Magico!（2007年、『ゴー!ゴー!ジャンプ』）
- エロメガネ男子×女子（『月刊アフタヌーン』） - 四季賞佳作受賞作品。『1/11 じゅういちぶんのいち』第1巻に収録されている。
- 枯尾花幽霊探偵事務所（2008年、『ジャンプSQ』） - 『1/11 じゅういちぶんのいち』第2巻に収録されている。
- やまととなでしこ（2009年、『ジャンプSQセカンド』） - 『1/11 じゅういちぶんのいち』第8巻に収録されている。
- 月刊あたい（2014年、『ジャンプSQ.19』）
- 拓く（2015年、『ヤングマガジン』）
- 彼女がバトンを渡す理由（『ゼノン編集部』2023年10月20日[10]） - サイトの開設4周年を記念した企画「特別読切13連弾」第1弾作品[11]。